# Lysefjord
Lysefjord ali Lysefjorden je fjord na območju tradicionalnega okrožja Ryfylke v okrožju Rogaland na jugozahodu Norveške. 42 kilometrov dolg fjord leži v občinah Strand in Sandnes, približno 25 kilometrov vzhodno od mesta Stavanger.
Ime pomeni svetli fjord in naj bi izhajalo iz svetlo obarvanih granitnih skal ob njegovih straneh. Še posebej dobro je znan po ogromni pečini Preikestolen, ki gleda na fjord, ki je glavna turistična destinacija v regiji. Precej izolirana vas Lysebotn leži na vzhodnem koncu fjorda, vasi Forsand in Oanes pa ležita na zahodnem koncu fjorda blizu Lysefjordskega mostu, ki je edini prehod čez fjord.

## Geologija
Fjord je bil izklesan z delovanjem ledenikov v ledenih dobah in ga je poplavilo morje, ko so se kasnejši ledeniki umaknili. Geologijo Lysefjordna je temeljito raziskal in opisal profesor Bjørn G. Andersen v svoji magistrski nalogi (1954) Om isens tilbaketrekking i området mellom Lysefjorden og Jøsenfjorden i Ryfylke (O ledeniškem umiku na območju med Lysefjordom in Jøsenfjordom leta Ryfylke).
Od konca do konca meri 42 kilometrov s skalnatimi stenami, ki skoraj navpično padajo preko 1000 metrov v vodo. Ne samo, da je fjord dolg in ozek, ponekod je tako globok, kot so visoke gore. Začenši na globini le 13 metrov, kjer se sreča z morjem blizu vasi Forsand, se Lysefjord nato usmeri v notranjost in pade do globine več kot 400 metrov pod Preikestolenom.

## Prebivalstvo
Zaradi negostoljubnega, goratega terena je fjord le malo poseljen in ima le dve vasi na svoji dolžini - Forsand in Lysebotn, ki sta na nasprotnih koncih fjorda. Na severni obali fjorda, približno na polovici poti med obema koncema, je majhno kmetijsko območje. To kmetijsko območje je dostopno po cesti iz vasi Årdal čez gore proti severu. Vzdolž fjorda je še nekaj drugih zelo majhnih, razpršenih naselij, ki pa so dostopna le s čolnom vzdolž fjorda. Ob fjordu ni cest, saj so strani fjorda prestrme za ceste.
Lysebotn, na skrajnem vzhodnem koncu fjorda, je večinoma naseljen z delavci v bližnjih hidroelektrarnah Lyse in Tjodan, ki sta zgrajeni v gorah. V elektrarni Lyse voda pade 620 metrov do turbin, ki proizvedejo do 210.000 kilovatov električne energije. Pri Tjodanu voda pade 896 metrov, da proizvede moč 110.000 kilovatov. Dve elektrarni zagotavljata elektriko za več kot 100.000 ljudi. Spektakularna cesta, ki se vzpenja skoraj 900 metrov skozi niz 27 ovinkov, vključno z dolgim ostrim tunelom v gori, je edini cestni dostop do Lysebotna iz zunanjega sveta.

## Galerija
- Lysefjord z vrha Preikestolena
- Lysefjord z gore Kjerag
- Lysefjord iz Lysebotna
- Lysefjorden gleda proti zahodu
- Pogled na Lysebotn, pogled proti zahodu
- Pogled čez pečino na Kjerag
- Lysefjordski most
- Lysefjorden, Rogaland
- Panorama Lysefjorda s Preikestolenom na desni strani slike

## Turizem
Lysefjord je izjemno priljubljena turistična atrakcija in enodnevni izlet iz bližnjega mesta Stavanger, od koder ladje za križarjenje prepotujejo celotno razdaljo fjorda. Poleg izredne pokrajine samega fjorda sta dve točki vzdolž njegove dolžine priljubljena stranska izleta. Visoka pečina Preikestolen, ki je nad fjordom z navpičnim padcem 604 metrov,[4] je vidna s fjorda, vendar je bolj impresivna od zgoraj. Na koncu fjorda leži 1110 metrov visoka gora Kjerag, priljubljena pohodniška destinacija s še bolj spektakularnimi padci. Kjeragbolten je znameniti balvan na gori Kjerag. BASE skakanje je zakonsko dovoljeno vzdolž pečin fjorda.

## Delavci morja
Francoski pisatelj Victor Hugo je napisal roman Les Travailleurs de la mer, v katerem občuduje pokrajino fjorda po obisku tukaj leta 1866.
Nikjer se te grozovite sile ne zdijo tako mogočno povezane kot v presenetljivi ožini, znani kot Lyse-Fiord. Lyse-Fiord je najstrašnejša od vseh skal v oceanu. Njihovi strahovi so tam popolni. Je v Severnem morju, blizu negostoljubnega Stavangerskega zaliva in na 59. stopinji zemljepisne širine. Voda je črna in težka ter izpostavljena vmesnim nevihtam. V tem morju in sredi te samote se dviga velika mračna ulica - ulica, kjer ni človeških stopinj. Nihče nikoli ne gre tja mimo; nobena ladja nikoli ne vstopi. To je hodnik, dolg deset lig, med dvema skalnima stenama, visokima tri tisoč čevljev. Takšen je prehod, ki predstavlja vhod v morje. Defile ima svoje komolce in kote kot vse te morske ulice - nikoli ravne, saj je nastal zaradi neenakomernega delovanja vode.— Victor Hugo, Toilers of the Sea